# Dave Steen
Dave Steen (Canadá, 14 de noviembre de 1959) es un atleta canadiense retirado, especializado en la prueba de decatlón en la que llegó a ser medallista de bronce olímpico en 1988.

## Carrera deportiva
En los JJ. OO. de Seúl 1988 ganó la medalla de bronce en el decatlón, con un total de 8328 puntos, siendo superado por los alemanes Christian Schenk y Torsten Voss.